# Влада Миливоја Петровића Блазнавца
Влада Миливоја Петровића Блазнавца је била на власти од 10. августа 1872. до 2. априла 1873. (по старом календару).

## Чланови владе
| Функција                                        | Слика           | Име и презиме               | Детаљи                             |
| ----------------------------------------------- | --------------- | --------------------------- | ---------------------------------- |
| Председник министарског савета и министар војни |                 | Миливоје Петровић Блазнавац | до 24.3/5.4.1873. †                |
| Председник министарског савета и министар војни |                 | Јован Ристић                | заступник                          |
| Министар иностраних дела                        |                 | Јован Ристић                |                                    |
| Министар унутрашњих дела                        |                 | Радивоје Милојковић         | до 19/31.8.1872.                   |
| Министар унутрашњих дела                        | Марко Лазаревић |                             |                                    |
| Министар правде                                 |                 | Стојан Вељковић             |                                    |
| Министар финансија                              |                 | Панта Јовановић             |                                    |
| Министар просвете и црквених дела               |                 | Стојан Вељковић             | заступник, до 19.2.1873. (ст. кл.) |
| Министар просвете и црквених дела               | Коста Јовановић |                             |                                    |
| Министар грађевина                              |                 | Миливоје Петровић Блазнавац | заступник, до 24.3/5.4.1873. †     |
| Министар грађевина                              |                 | Панта Јовановић             | заступник                          |